# Reiseentschädigung
Reiseentschädigung sind Mittel für die Reise zum Ort einer Verhandlung, Vernehmung oder Untersuchung und für die Rückreise, die von mittellosen Parteien, Beschuldigten oder anderen Beteiligten beantragt werden können.
Anspruch und Bemessung ergeben sich aus der Zivilprozessordnung (ZPO) und dem Justizvergütungs- und -entschädigungsgesetz (JVEG). Denn die aus der Staatskasse gewährten Reisekosten gehören zu den von der Prozess- und Verfahrenskostenhilfe umfassten Kosten des Verfahrens im Sinne des § 114 Abs. 1 Satz 1, § 122 ZPO, § 76 FamFG. Der im Gesetz nicht geregelte konkrete Umfang ergibt sich hingegen aus der Verwaltungsvorschrift (VwV Reiseentschädigung). Die Reiseentschädigung ist so zu bemessen, dass sie die notwendigen Kosten der Hin- und Rückreise deckt.
Für die Bestimmung des Begriffs der Mittellosigkeit ist das Sozialhilferecht als Maßstab heranzuziehen. Eine Bewilligung ist in sämtlichen Rechtssachen statthaft.
Die Reiseentschädigung ist jedoch nicht von der Gewährung von Prozesskostenhilfe bzw. Verfahrenskostenhilfe abhängig und kann deshalb auch solchen Parteien gewährt werden, denen PKH/VKH z. B. mangels hinreichender Erfolgsaussichten der Rechtsverfolgung oder -verteidigung versagt wurde, wenn anders der Grundsatz der Wahrung des rechtlichen Gehörs nicht sichergestellt werden kann.
Die Reiseentschädigung kann entweder bereits vor dem Gerichtstermin im Voraus, oder spätestens drei Monate nach dem Gerichtstermin schriftlich oder zu Protokoll der Geschäftsstelle beantragt werden. Wird die Reiseentschädigung im Voraus beantragt, soll die Auszahlung als Sachleistung in Form der Übersendung von Fahrkarten für die zweite Klasse der Deutschen Bahn erfolgen. Eine Auszahlung in Geld soll nur ausnahmsweise bewilligt werden.
Zu den Reisekosten, die im Wege der Reiseentschädigung erstattet werden, gehören entsprechend den Vorschriften des JVEG Fahrkosten einschließlich Parkgebühren (§ 5 JVEG), bei Bedarf auch Tagegelder und Übernachtungsgelder (§ 6 JVEG) sowie die Kosten für eine notwendige Vertretung bzw. eine notwendige Begleitperson (§ 7 JVEG). Eine Gewährung von Verdienstausfall im Wege der Reiseentschädigung kommt nicht in Betracht.
Ob die Entscheidung über die Gewährung oder Versagung einer Reiseentschädigung ein Akt der Rechtsprechung ist, gegen den die Beschwerde analog § 127 ZPO erhoben werden kann oder ein Justizverwaltungsakt, ist umstritten.